# لاس ویلا
لورا و لوسیا ویلا پیکو (بوگوتا، کلمبیا، ۲۵ ژوئیه ۱۹۹۵)، خواهران دوقلویی هستند که گروه موسیقی پاپ کلمبیایی را تشکیل می‌دهند که بیشتر به نام لاس ویلا شناخته می‌شود. در ۲۳ ژوئن ۲۰۲۲، دانیلا کاله و ماریا خوزه گارزون (پوچه)، مستندهای خود را با پرایم ویدیو (که در سال ۲۰۲۳ در دسترس خواهد بود) در مورد این خواهران دوقلو منتشر خواهند کردند.
هر دو در مدرسه تئاتر موزیکال Misi تحصیل کردند و در آنجا مهارت‌های موسیقی خود را توسعه دادند و از سنین پایین می‌دانستند که می‌خواهند خواننده شوند. در سال ۲۰۱۹ آنها با شرکت موسیقی لاتین وارنر قرارداد امضا کردند و اولین تک آهنگ خود "Nadita" را منتشر کردند. در سال ۲۰۲۱ آنها اولین EP El Tracatra خود را منتشر کردند که با ویسین، KEVVO , Juanfran و Harry Nach همکاری دارد.